# Delma impar
Delma impar là một loài thằn lằn trong họ Pygopodidae. Loài này được Fischer mô tả khoa học đầu tiên năm 1882.

## Hình ảnh

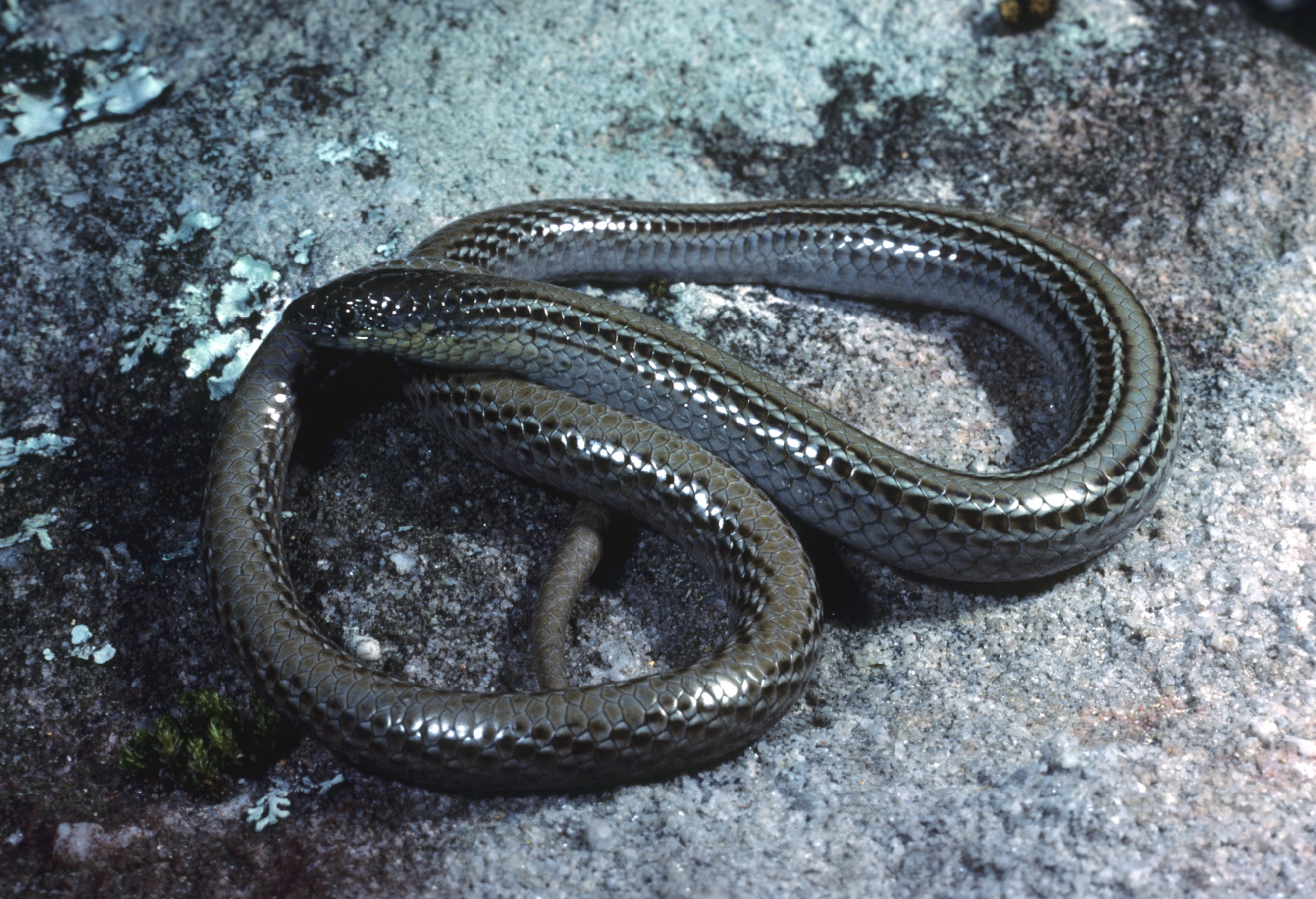